# Cambridge International Examinations
Cambridge International Examinations (CIE) ist eine Prüfungsorganisation und ein Departement der University of Cambridge. CIE bietet weltweit anerkannte Examina und Qualifikationen zur Studienzulassung an Universitäten an; so wie beispielsweise das Cambridge International General Certificate of Education – Advanced Level.
Daneben bietet CIE Bildungsprogramme auf Primar- und Sekundarschulstufe an. CIE Qualifikationen werden an bis zu 10.000 Schulen in 160 Ländern weltweit unterrichtet.